# Trung Nguyên Đại Phật
Trung Nguyên Đại Phật (tiếng Trung: 中原大佛, giản thể: 鲁山大佛; phồn thể: 魯山大佛) là một bức tượng Đại Nhật Như Lai được xây dựng tại chân Nghiêu Sơn (尧山) thuộc huyện Lỗ Sơn tỉnh Hà Nam (Trung Quốc). Kể từ khi hoàn thành năm 2002, bức tượng này đã giữ kỷ lục bức tượng cao nhất thế giới, cho đến tháng 10 năm 2018 sau khi Tượng Thống nhất hoàn thành.

## Lịch sử

Tương quan chiều cao của một số bức tượng khổng lồ:
1. Tượng Thống nhất
2. Trung Nguyên Đại Phật 153 m (bao gồm 25 m bệ và 20 m ngai vàng)
3. Tượng Nữ thần Tự do 93 m (bao gồm 47 m bệ)
4. Tượng Mẹ Tổ quốc kêu gọi 87 m (bao gồm 2 m bệ)
5. Tượng Chúa Kitô Cứu Thế (Rio de Janeiro) 38 m (bao gồm 8 m bệ)
6. Tượng David 5,17 m

Trung Nguyên Đại Phật được xây dựng trong quần thể kiến trúc ở chân Nghiêu Sơn thuộc hương Triệu Thôn, huyện Lỗ Sơn, Hà Nam, Trung Quốc. Được hoàn thành năm 2002, bức tượng có chiều cao 128 m, bao gồm cả tòa sen cao 20 m (66 ft), và trở thành bức tượng cao nhất thế giới, vượt qua bức tượng Ushiku Daibutsu tại Nhật Bản. Nếu tính thêm cả phần lối lên và tòa nhà ở chân đế thì tổng chiều cao của bức tượng lên tới 153 m. Kể từ tháng 10 năm 2008, phần đồi ở chân bức tượng được xây dựng thành hai đường lên mới với chiều cao phần trên là 15 m, vì vậy chiều cao tổng cộng hiện tại của bức tượng là khoảng 208 m.
Tổng kinh phí của dự án Trung Nguyên Đại Phật là khoảng 55 triệu đô la Mỹ trong đó riêng bức tượng tiêu tốn khoảng 18 triệu. Theo ước tính ban đầu thì tổng trọng lượng đồng dùng để đúc tượng lên tới 1.000 tấn. Kế hoạch xây dựng bức tượng được công bố không lâu sau khi lực lượng Taliban ở Afghanistan ra lệnh phá hủy Các tượng Phật tại Bamiyan.

## Hình ảnh
- Toàn cảnh
- Tay
- Chân